# Yi Ok-seon
Yi Ok-seon (koreanisch 이옥선; * 1927 in Busan, Korea; † 26. Dezember 2022 in Gwangju) war eine koreanische Aktivistin und koreanische Trostfrau.

## Leben

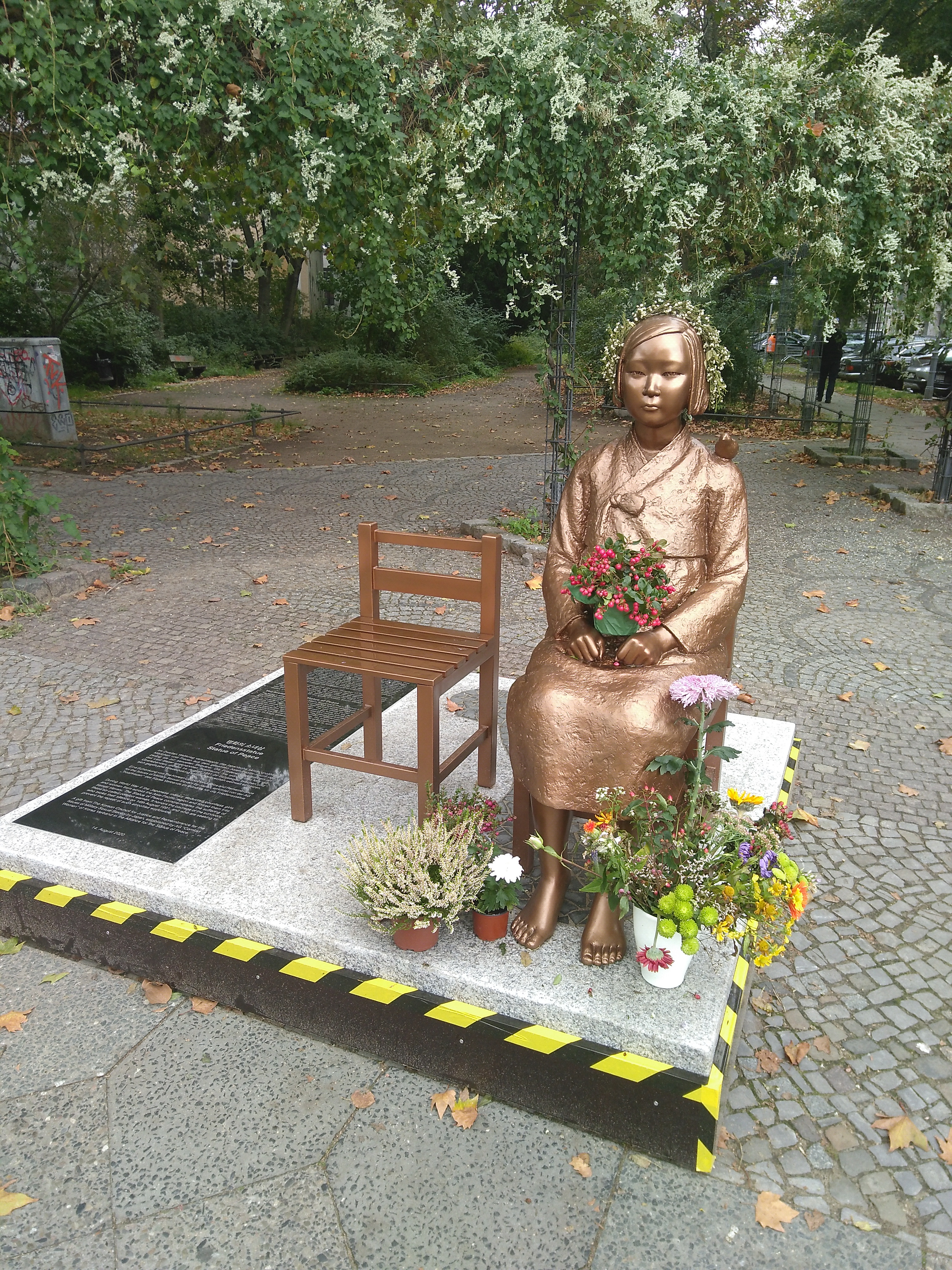
Friedensstatue Trostfrauen in Berlin-Moabit

Yi Ok-seon wurde als eines von neun Kindern in eine arme Familie geboren und konnte keine Schule besuchen. 1940 bot man ihr die Möglichkeit Geld für die Schulbildung zu verdienen und sie begann in einem Hotel in Ulsan zu arbeiten. Auf dem Weg zu einer Besorgung wurde sie 1942 von einem Koreaner und einem Japaner gewaltsam nach Yanji, das heute in der Jilin Provinz im Nord-Osten Chinas liegt, entführt. Es war dort sehr kalt und sie hatte keine warme Kleidung. Sie wurde mit weiteren sechs Mädchen zu einer Landebahn gebracht und gezwungen, die Landebahn für das japanische Militär auszubauen.
Da sie wie die anderen Mädchen sehr wenig zu essen bekam und bei Beschwerden geschlagen wurde, weigerte sie sich zu arbeiten. Daraufhin wurde sie zu einer Komfortstation gebracht und bekam japanische Kleidung, Holzsandalen und geteilte Zehensocken. Sie musste dafür bezahlen, indem sie Soldaten empfing. Wie die anderen Mädchen verstand sie zunächst nicht, dass sexuelle Dienste von ihr erwartet wurden. Verweigerung führte dazu, dass sie vergewaltigt, geschlagen und manche Mädchen erstochen wurden. Danach wurde sie drei Jahre zur Sexarbeit versklavt. Sie wurde durch wiederholte Injektionen des Antisyphilismedikaments Arsphenamin 606 und Quecksilberdampf-Behandlungen unfruchtbar.
Während sie in der Nähe des Ost-Yanji Flughafens in einer Troststation war, verliebte sie sich in einen koreanischen Zwangsrekruten des japanischen Militärs. Nach Kriegsende heiratete sie ihn und lebte in Badaozhen, ebenfalls in der Jilin Provinz. Als der Krieg in China ausbrach, wurde ihr Ehemann vom Militär verpflichtet und sie lebte im Haus ihrer Schwiegerfamilie, wie es damals Tradition war. Nachdem ihr Ehemann zehn Jahre lang verschwunden geblieben war, heiratete sie einen Witwer mit zwei Kindern. Sie wurde Hebamme und lebte bis 2000 in Yanji in der dortigen koreanischen Gemeinschaft. Sie kehrte nach Südkorea zurück, nachdem sie von Interessenverbänden aus Korea kontaktiert worden war. Ihre Familie hatte sie als gestorben registrieren lassen.

## Gedenken an die Trostfrauen

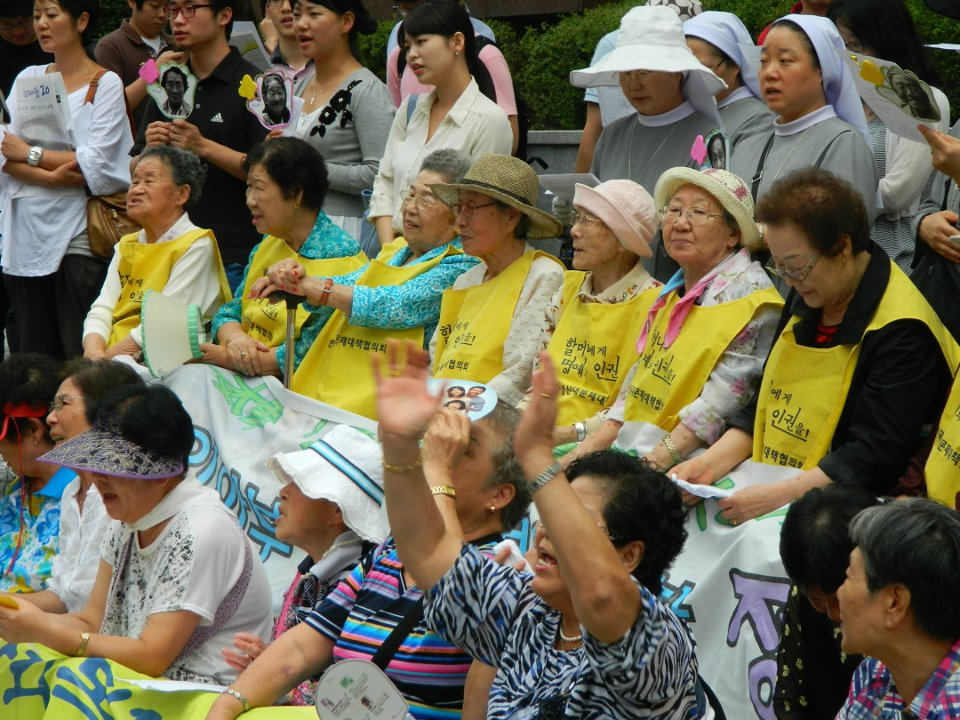
Trostfrauen. Kundgebung vor der japanischen Botschaft in Seoul, August 2011

Als eine der letzten Trostfrauen kämpft Yi Ok-seon mit anderen Überlebenden und Unterstützern um Gerechtigkeit. Die hochbetagten Opfer der sexuellen Gewalt im Zweiten Weltkrieg kämpfen nicht nur allein für ihre Ziele, sondern verstehen sich auch als Frauenrechtsaktivistinnen, die anhand ihres Beispiels aufmerksam machen wollen auf die sexuelle Gewalt an Mädchen und Frauen in Krisenregionen.
Seit 1992 demonstrieren in Seoul überlebende ehemalige Trostfrauen und Unterstützer vor der japanischen Botschaft. 2011 wurde auf Privatinitiative in Seoul die erste Trostfrauenstatue unmittelbar vor der japanischen Botschaft errichtet. Seitdem hat die japanische Regierung Südkorea wiederholt aufgefordert, diese zu beseitigen. Die Statue wurde nicht entfernt und etwa 50 weitere wurden in ganz Südkorea platziert, ein Schritt, der Japan so verärgerte, dass Japan 2017 seinen Botschafter vorübergehend aus Seoul abzog.
Yi Ok-seon wurde 2013 von der Korean American Civic Empowerment eingeladen, einer überparteilichen, gemeinnützigen Organisation, und besuchte ein Denkmal für alle Trostfrauen in Bergen County, New Jersey. Sie legte Blumen an die Statue vor dem Gerichtsgebäude des Landkreises, um Tausende von koreanischen Trostfrauen zu ehren, die während des Zweiten Weltkriegs von der kaiserlichen japanischen Armee in die sexuelle Sklaverei gezwungen wurden. Sie besuchte auch Glendale (Kalifornien), um dort an der Enthüllung eines Denkmals teilzunehmen. Die Statue ist identisch mit einer, die vor der japanischen Botschaft in Seoul aufgestellt wurde. Das Denkmal von Bergen County ist das zweite seiner Art in New Jersey, wo mehr als die Hälfte der Bevölkerung koreanischer Abstammung ist, und wurde 2010 eingeweiht.
Yi Ok-seon war eine erbitterte Gegnerin der Entschädigung, die Japan im Rahmen eines Abkommens mit Südkorea im Jahr 2015 gezahlt hatte, und begrüßte wie viele ehemalige sogenannte Trostfrauen die Entscheidung Südkoreas, die von Japan finanzierte Stiftung aufzulösen, die gegründet wurde, ehemaligen Sexsklaven aus Kriegszeiten zu helfen.
Unter den geschätzten 50.000 bis 200.000 koreanischen jungen Mädchen und Frauen, die als Sexsklaven für das japanische Militär mobilisiert wurden, waren Ende 2018 nur 240 von der südkoreanischen Regierung als Trostmädchen-Frauen registriert. Experten schätzen, dass mehr als zwei Drittel der Opfer die Torturen nicht überlebten und vor Kriegsende starben, beispielsweise an Krankheiten. Viele begingen auch aus Verzweiflung Selbstmord.
Von den zwölf Trostmädchen-Frauen, deren Geschichten in dem Buch Stories That Make History erzählt werden, waren 2020 noch drei am Leben: Halmonis Kang Il-chul, Yi Ok-seon und Gil Won-o.